# Pretty Girl Rock
Pretty Girl Rock é o segundo single interpretado pela estadunidense Keri Hilson e extraído de seu segundo álbum, No Boys Allowed. Produzida por Ne-Yo e Chuck Harmony a canção foi lançada nos Estados Unidos em 12 de Outubro de 2010. "Pretty Girl Rock" é uma canção R&B e pop. A letra passa um mensagem de amor-próprio e poder feminino.
A recepção da crítica para a canção foi mista. Críticos de música observaram a faixa de destaque no álbum, e elogiaram sua produção cativante. No entanto, os críticos eram de opiniões distintas sobre a letra da canção. Nos Estados Unidos, "Pretty Girl Rock" chegou ao número 24 na Billboard Hot 100 e no número quatro no Hot R & B / Hip-Hop músicas. A canção foi certificado de platina pela Associação da Indústria de  Gravação da América (RIAA), pela venda de mais de 1.000.000 de cópias digitais. Internacionalmente, a canção alcançou o top 20 na Alemanha e Nova Zelândia, e no top 30 na Áustria e Eslováquia.
Um vídeo de acompanhamento da música foi dirigido por Joseph Kahn e mostra Hilson retratando uma matriz de ícones femininos americanos do passado, incluindo Josephine Baker, Dorothy Dandridge, The Andrews Sisters , Diana Ross, Donna Summer, Janet Jackson e T-Boz do grupo feminino de R&B TLC. O vídeo recebeu resposta positiva da crítica e foi nomeado para Vídeo do Ano no BET Awards de 2011, e Melhor Performance de Dança de 2011 no Soul Train Music Awards. Hilson promoveu a música através de performances ao vivo em vários programas televisivos, incluindo The Ellen DeGeneres Show, bem como em concertos ao vivo, tais como, o VH1 Divas Salute the Troops e o 84º Anual Macy Thanksgiving Day Parade. O grupo feminino de R&B RichGirl e a rapper americana Lil' Kim lançaram seus próprios remixes de "Rock Pretty Girl", e a banda americana de rock Parachute fez um versão cover da canção.

## Antecedentes e Lançamento
"Pretty Girl Rock" (intitulado "Pretty Girls" durante a produção)  foi escrito por Bill Withers, Ralph MacDonald, William Salter, Ne-Yo e Chuck Harmony, que também produziu a faixa. Foi gravado em 2010 no Westlake Recording Studios e Vanilla Sky Studios, em Los Angeles, Califórnia. Segundo Hilson, a canção foi ideia de Ne-Yo .  Ela disse: "Eu lembro de Ne-Yo tocando para mim no estúdio. Adorei assim que eu ouvi! " Hilson estreou a canção no show Beats by Dr. Dre em Nova York em 29 de setembro de 2010  Mais tarde, naquele mesmo dia, a revista Rap-Up revelou a capa do single e confirmou que iria servir como o segundo single do segundo álbum de estúdio de Hilson, No Boys Allowed, após o single "Breaking Point"  Em uma entrevista com 4Music, Hilson explicou o conceito da música:

Eu estou te dando um exemplo de como eu acho que toda mulher deve se sentir sobre si mesma. Não importa o que alguém diz a você - você é muito alta, você é muito baixa, você é muito gorda, você é muito magra... Há tantas "regras" para a vista da sociedade da beleza. Eu queria dissipar essa e me livrar disso. Estamos todos belo em nossas próprias maneiras, você só tem que encontrar o lugar feliz dentro de si mesmo. E é disso que a música fala. 

"Pretty Girl Rock" estreou online em 04 de outubro de 2010  e foi então liberado para download digital em 12 de outubro  O remix oficial, com Kanye West, estreou on-line em 23 de novembro de 2010, e mais tarde foi incluído em No Boys Allowed como a décima terceira faixa. Um Extended Play, com três remixes adicionais produzidos pelo grupo de dança, Cahill, foram liberados para download digital no Reino Unido em 9 de janeiro de 2011. Em 10 de junho de 2011, "Pretty Girl Rock" foi lançado como um disco compacto simples contendo dois remixes adicionais, na Alemanha.

## Composição
O lirismo da canção fala sobre o auto-amor e auto-estima. Keri Hilson disse que a canção "não poderia ser apenas uma canção. Quero que todos sintam que podem ser 'Pretty Girl Rock'. Todo mundo é bonito. Eu quero que todos sejam capazes de cantar essa canção".
"Pretty Girl Rock" é uma canção R&B e pop, que incorpora um interpolação de "Just the Two of Us". do Grover Washington Jr. A canção faz uso de tambores pesados  piano e é construído em saltitante batidas R&B . Segundo Georgette Cline de The Boombox, a música é um "hino de auto-amor", que mostra a tentativa de Hilson "em unir mulheres com mais de sua beleza compartilhada, em vez do ciúme que as impulsiona". Luke Gibson da Hip Hop DX observou que as letras, tais como: "'Girls think I'm conceited 'cause I know I'm attractive / Don't worry about what I think, why don't you ask him?' ('Garotas acho que estou convencida, porque eu sei que eu sou atraente / Não se preocupe com o que eu penso, por que não perguntarei a ele'", captura a atitude de uma  fabolosa faixa. Chade Grischow da IGN Music referiu-se a "Pretty Girl Rock" como uma "doce garota poderosa" e observou que Hilson "transpira confiança" com as linhas:"'Pretty as a picture / Sweet as a Swisher / Mad cuz I'm cuter than the girl that's with ya' ('Linda como uma fotografia / Doce como uma cigarrinha / Ficam loucos só porque eu sou mais bonita do que a menina que está com você') ".

## Recepção da crítica
"Pretty Girl Rock" recebeu críticas positivas dos críticos de música. Andy Kellman de Allmusic, Mikael Wood da Entertainment Weekly e editores da USA Today, todos consideravam essa ser a faixa de destaque de No Boys Allowed . Eric Henderson da Slant Magazine escreveu que a canção, "vem como uma luta de gato, mas, eventualmente, revela-seo hino da 'auto-confiança'. Matthew Horton da BBC Music chamou-lhe um "single adorável", enquanto Ken Capobianco da The Boston Globe o chamou de "fanfarrão" . Glenn Gamboa da Newsday escreveu que, "Apesar de Ne-Yo dar brilho 'Pretty Girl Rock', é o remix com alguns versos memoráveis de Kanye West que recebe o melhor destaque."  Kyle Anderson da  MTV Newsroom elogiou a "confiança e doçura" de Hilson na música. Editores de DesiHits descreveram  "Pretty Girl Rock" como uma faixa "otimista e cativante ... e nós tem a dizer que a batida é realmente rocks (dançante)"
Para o site "Don't Skip", a cantora trouxe um single "sem apelo comercial nenhum" e tachou a nova canção de Keri como "uma nova música bem mais radiofônica (em relação à "Breaking Point"), apesar de não ser nada surpreendente". Para o site, a canção se assemelha ao primeiro álbum de Keri, In a Perfect World....

## Desempenho
Nos Estados Unidos, "Pretty Girl Rock" entrou no Hot R & B / Hip-Hop Songs, no número 76 em 20 de novembro de 2010, e chegou ao número quatro em 12 de fevereiro de 2011. A música também chegou ao número 24 na Billboard Hot 100  Em 7 de junho de 2011, "Pretty Girl Rock" foi disco de platina pelo Associação da Indústria de Gravação de América (RIAA) para a venda de mais de 1.000.000 de cópias digitais. No Canadá, "Pretty Girl Rock" estreou em número 81 na Canadian Hot 100. Na Nova Zelândia, a canção estreou no número 12 em 27 de dezembro de 2010, e chegou ao número 11 em 10 de janeiro de 2011  Foi certificado ouro pela Associação da Indústria de Gravação da Nova Zelândia (RIANZ), para a venda de mais de 7.500 cópias digitais.
Na Irlanda, "Pretty Girl Rock" estreou no número 50 no Singles Chart irlandês em 13 de janeiro de 2011, e deixou a parada na semana seguinte. No Reino Unido, estreou na UK Singles Chart, no número 53 em 22 de janeiro de 2011, antes de cair 38 posições para o número 91 na semana seguinte  "Pretty Girl Rock" também alcançou no UK R & B Singles Chart, onde chegou ao número 17  No Singles Chart austríaco, a canção estreou no número 50 na 10 junho de 2011, e chegou ao número 21 em sua terceira semana, gastando um total de oito semanas consecutivas na parada. Na Alemanha, "Pretty Girl Rock" estreou no número 14 no Singles Chart alemão, em 27 de junho de 2011, e passou um total de dez semanas consecutivas na parada 

## Videoclipe
O vídeo da música "Pretty Girl Rock" foi dirigido por Joseph Kahn.  Hilson disse para Kahn, que ela não queria que o vídeo fosse sobre ela, pois ela sentiu que a música já falava muito sobre si mesma. Durante uma entrevista com MTV News, Hilson explicou que no vídeo ela faz nove mudanças de roupas porque vai mostrar "10 épocas diferentes", a partir de 1920  até 2010, no qual ela interpreta a si mesma. Ela também disse que, "[O vídeo é minha] forma de homenagear as mulheres pioneiras, mulheres fortes que eram destemidas e tão corajosas e tão confiante que fez as mulheres se sentirem assim ... E eu espero fazer o mesmo. " Kahn queria Hilson para homenagear algumas cantoras no vídeo. Ele discutiu sobre isso com Hilson, que escolheu as cantoras que ela amava e foi inspirado em sua juventude para aparecer no vídeo.  O vídeo completo estreou no 106 & Park em  11 de novembro de 2010.
O vídeo abre em preto-e-branco e mostra Hilson retratando Josephine Baker, antes de se transformar em Dorothy Dandridge  O vídeo, em seguida, ganha cor e Hilson é mostrada retratando a vocalista Patty do grupo The Andrews Sisters. Ela é, então, vista interpretando Diana Ross como vocalista do The Supremes, antes de mudar para Donna Summer enquanto usava um mini vestido azul de paetês.   Hilson então retrata Janet Jackson a partir da inspiração militar do vídeo da música "Rhythm Nation". Por último, ela é mostrada como a cantora T-Boz do grupo feminino de R & B TLC, vestindo pijamas de seda de prata de seu clipe "Creep"  Duas dançarinas de fundo aparecem como Left Eye vestindo pijama vermelho, e Chilli vestindo pijama branco. No final do vídeo, é mostrado Hilson vestida  em uma simples t-shirt e jeans, cantando na frente de um fundo preto, representado ele mesma. 
Ed Easton Jr. da estação de rádio WNOW-FM escreveu que o vídeo era "diferente, criativo e divertido" e concedeu oito em cada dez estrelas. Billy Johnson, Jr. do Yahoo! Music chamou o vídeo de "muito bom" e escreveu que o representação de Janet Jackson era seu "melhor remake" no vídeo  Mariel Concepcion da Billboard  comentou que o "vídeo fez ela gostar da canção [ainda  mais]". Nicole James da MTV Buzzworthy deu a Hilson 100 pontos de bônus para a autenticidade da peruca que ela usava retratando T-Boz.  Becky Bain do Idolator não tinha certeza se o vídeo "era [uma] homenagem agradável para as mulheres na música que vieram antes dela, "ou se Hilson era" apenas um jogo hilariante de vestir-se"  O vídeo foi nomeado para Vídeo do Ano no BET Awards de 2011, e Melhor Performance de Dança no Soul Train Music Awards 2011 

## Remixes
Em 23 de Novembro de 2010, a revista estadunidense Rap-Up disponibilizou um remix da canção em seu site. Esse conta com a participação do rapper Kanye West, que adiciona um trecho após Keri cantar o refrão. Além de West, outros rappers também criaram remixes da canção, como Ace Hood e Foxy Brown.
O grupo feminino de R&B RichGirl gravou seu próprio remix para a música renomeada "RichGirl Rock", que foi incluído em sua mixtapeFall in Love with RichGirl em fevereiro de 2011. A rapper american Lil' Kim também fez um remix de "Pretty Girl Rock" e rebatizou-o "Kimmy Girl" para sua mixtape Black Friday em março 2011  A banda americana de rock Parachute fez um cover da canção durante sua sessãoMashup Mondays para a revista Billboard em setembro de 2011. Jessica Letkemann da Billboard  escreveu que a banda transforma "a super auto-confiante canção de R&B de Keri Hilson "Pretty Girl Rock" em um doce rock acústico".

## Desempenho nas paradas
| Paradas (2010)                  | Melhor posição |
| ------------------------------- | -------------- |
| EUA Billboard Hot 100           | 27             |
| EUA Billboard R&B/Hip-Hop Songs | 09             |
| Nova Zelândia (RIANZ)           | 12             |

## Histórico de lançamentos
| País           | Data                  | Formato                   | Gravadora          |
| -------------- | --------------------- | ------------------------- | ------------------ |
| Estados Unidos | 12 de Outubro de 2010 | Download digital          | Interscope Records |
| Estados Unidos | 19 de Outubro de 2010 | Airplay (Mitura de ritmo) | Interscope Records |
| Estados Unidos | 26 de Outubro de 2010 | Airplay (Mainstream)      | Interscope Records |